# Долгоруков, Юрий Владимирович
О князе XII века см. Юрий Владимирович Долгорукий
О полковнике см. Долгоруков, Юрий Владимирович (1664—1708)
Князь Ю́рий Влади́мирович Долгору́ков (2 [13] ноября 1740 — 8 [20] ноября 1830, Москва) — генерал-аншеф (1774), автор военных мемуаров, московский военный губернатор с мая по ноябрь 1797 года.

## Биография
Представитель княжеского рода Долгоруковых, родился в семье будущего рижского губернатора князя Владимира Петровича (1699—1761) и Елены Васильевны, урождённой княжны Хилковой (ум. 1763).
На военной службе с 1749 года. Участвовал в Семилетней войне 1756—1763 годов; был дважды ранен. Затем сражался в русско-турецкой войне 1768—1774 и в русско-турецкой войне 1787—1792 годов, находился в действующей армии. Принимал участие в баталиях при Гросс-Егерсдорфе, Чесме, при Очакове и некоторых других.
В 1763—1764 годах находился в отряде, направленном Екатериной II для поддержки С. А. Понятовского, кандидата на польский престол. Генерал-поручик с 21 апреля 1773 года, с 1787 г. подполковник лейб-гвардии Преображенского полка. В 1789 году нанёс поражение турецким войскам под Кишинёвом. В 1790—1793 годах — в отставке.
В 1794-95 командовал дивизией в Москве, но из-за конфликта с графом П. А. Зубовым вновь вышел в отставку. Во время правления Павла I назначен московским военным генерал-губернатором (1796—1797) и шефом Астраханского гренадёрского полка. В 1798—1799 годах — член Совета при Высочайшем дворе.
Выйдя в 1799 году в отставку, князь Долгоруков жил на широкую ногу в своём великолепном доме на Большой Никитской (не сохранился), а летом — в подмосковной усадьбе Петровское-Разумовское.

Едва отметив своё 90-летие, князь Долгоруков скончался 8(20) ноября 1830 года, в разгар эпидемии холеры, пережив всех родных (даже единственную внучку графиню Лидию Алексеевну Бобринскую). Похоронен рядом с женой в нижнем храме Никольско-Архангельской церкви, возле иконы Николы Чудотворца (микрорайон Салтыковка, г. Балашиха). А. Я. Булгаков писал брату:
Князь Долгоруков умер в прошедшую ночь. Погас, сказывают, как свеча или лампада, в которой масла не стало. Он отдал 3000 душ так называемой Верочке (внучке), что за князем П. Д. Салтыковым, а прочее все его имения идет в раздел ему же с братьями его.

## Сочинения
Оставленные Ю. В. Долгоруковым «Записки» содержат подробные описания сражений и походов, в которых он участвовал, как и сведения о политических и общественных событиях. В ряде случаев содержание «Записок» уточняет официальные донесения (это касается, к примеру, битвы при Кагуле).
«Записки» Ю. В. Долгорукого частично опубликовал в своём «Сказании о роде князей Долгоруковых» П. В. Долгоруков (СПб, 1840).

## Семья
С 1774 года был женат на графине Екатерине Александровне Бутурлиной (1750—1811), дочери графа А. Б. Бутурлина. В 1766 году участвовала в великосветском развлечении турнире-каруселе в Петербурге и получила второй приз. В 1797 году была пожалована в статс-дамы и получила орден св. Екатерины меньшого креста.
Брак её был совершен тайно и долгое время не признавался Синодом потому, что её родная сестра Варвара Александровна уже была супругой родного брата Юрия Владимировича, Василия. Детей своих они записывали на имя Василия Владимировича, а Варвара Александровна даже имитировала беременность (своих детей у неё не было). Лишь в 1785 году после смерти брата и его жены Долгоруков подал прошение о признании брака и детей законными. В конце концов синод и Екатерина II уважили его просьбу; но eгo детям было велено называться «Долгоруковыми» в отличие от всей родни, придерживавшейся тогда начертания «Долгорукие». В браке родились:
- Елена Юрьевна (умерла молодой)
- Василий Юрьевич (1776—1810), генерал — адъютант, умер в от горячки в Бухаресте.
- Варвара Юрьевна (29.01.1776—10.05.1828), фрейлина двора (1793), была замужем за князем Алексеем Ивановичем Горчаковым (1769—1817). Брак не был удачным, вскоре после рождения дочери супруги разъехались. С апреля 1809 года кавалерственная дама Ордена Святой Екатерины. Жила роскошно во дворце на Большой Никитской, чем наделала миллионные долги. Современник писал, что «Горчакова щедро платила своим полюбовникам, а их у неё было три и более». Кроме дочери Лидии (1807—1826), имела «воспитанницу» Веру Фёдоровну Стемпковскую (ум. 1838), выданную в 1827 году за троюродного брата князя Пётра Дмитриевича Салтыкова (1804—1889). После смерти мужа княгиня Варвара Юрьевна намеревалась выйти замуж за графа Г. В. Орлова, но он скоропостижно умер до свадьбы в 1826 году. Сама скончалась в мае 1828 года, о чём А. Я. Булгаков писал:Все удивляются твердости князя Юрия Владимировича: он закрыл сам глаза дочери и распоряжения делает для её похорон. Говорит, что покойница умерла в больших мучениях и что, кроме всех горячек, был у неё еще рак на спине. Похоронена рядом с дочерью Лидией в усыпальнице графов Бобринских в с. Бобриках.

## Память
- Монумент на въезде в село Долгоруково со стороны Ельца.

## Награды
- Орден Святого Георгия 3-й степени (28.09.1770) — за участие в Чесменском сражении[5]
- Орден Святого Александра Невского (24.11.1770)
- Орден Святой Анны (24.11.1770)
- Орден Святого апостола Андрея Первозванного (24.11.1789)
- Орден Святого Владимира 1-й степени (1793)
- Орден Святого Иоанна Иерусалимского, командор (29.11.1798)

## Сочинения
- Долгоруков Ю. В. Журнальная записка происшествиям во время экспедиции его сиятельства князь Юрья Володимировича Долгорукова, от армии генерал-майора и лейб-гвардии Преображенского полку маиора, в Чёрную Гору, для учинения оттуда в Албании и Босне неприятелю диверзии. 1769-й год // Русский архив, 1886. — Кн. 1. — Вып. 4. — С. 389—437.
- Долгоруков Ю. В. Записки князя Юрия Владимировича Долгорукова. 1740—1830 / Сообщ. В. Безносов // Русская старина, 1889. — Т. 63. — № 9. — С. 481—517.